# (6946) 1980 RX1
(6946) 1980 RX1 là một tiểu hành tinh vành đai chính. Nó được phát hiện bởi Henri Debehogne và Léo Houziaux ở Đài thiên văn La Silla ở Chile, ngày 15 tháng 9 năm 1980.